# Live at the Rotterdam Ahoy
Live at the Rotterdam Ahoy — живий альбом англійської групи Deep Purple, який був випущений у 2001 році.

## Композиції
1. Introduction — 2:06
2. Pictured Within — 9:26
3. Sitting in a Dream — 4:18
4. Love Is All — 4:16
5. Fever Dreams — 4:23
6. Rainbow in the Dark — 4:49
7. Wring That Neck — 6:01
8. Fools — 10:04
9. When a Blind Man Cries — 7:43
10. Vavoom: Ted the Mechanic — 5:13
11. The Well-Dressed Guitar — 3:31
12. Pictures of Home — 10:11
13. Sometimes I Feel Like Screaming — 7:26
14. Perfect Strangers — 7:37
15. Riff Raff"/"Smoke on the Water — 10:20
16. Black Night — 6:27
17. Highway Star — 7:18

## Склад
- Ієн Гіллан — вокал
- Стів Морс — гітара
- Джон Лорд — клавішні
- Роджер Гловер — бас-гітара
- Іан Пейс — ударні